# San Marcos (Tonila)
San Marcos es una localidad del estado mexicano de Jalisco. Es parte del municipio de Tonila.

## Toponimia
El nombre «San Marcos» hace referencia al santo patrono de la localidad: Marcos el Evangelista.

## Demografía
| Gráfica de evolución demográfica |
|                                  |

| Censo | Población |
| ----- | --------- |
| 1900  | 1 639     |
| 1910  | 1 190     |
| 1921  | 745       |
| 1930  | 1 286     |
| 1940  | 1 576     |
| 1950  | 2 041     |
| 1960  | 2 331     |
| 1970  | 3 023     |
| 1980  | 3 260     |
| 1990  | 3 328     |
| 2000  | 3 400     |
| 2010  | 3 361     |
| 2020  | 3 457     |